# دختر سروان (مینی‌سریال)
دختر سروان (ایتالیایی: La figlia del capitano) یک مینی‌سریال درام تاریخی ایتالیایی است که در سال ۲۰۱۲ منتشر شد.

## بازیگران
- پریمو رجانی
- ونسا هسلر
- لودوویکو فرمونت
- ادویژ فنش در نقش کاترین دوم
- فرانچسکا کیلمی
- هریستو ژیوکوف
- استفانو د ساندو (صداپیشه)
- لوکا بیاجینی (صداپیشه)